# William Maldonado
William Antonio Maldonado López (Santa Ana, 3 gennaio 1990) è un calciatore salvadoregno, centrocampista dell'Once Lobos.